# Aria Shahghasemi
Aria Shahghasemi, est un acteur, musicien et chanteur américain, né le 7 octobre 1996 à Minneapolis, dans l'État du Minnesota.
En 2018, il se fait connaître du grand public, grâce à son rôle de Landon Kirby dans la série télévisée fantastique/dramatique Legacies et pour avoir joué les rôles de Laërte dans la tragédie Hamlet et Roméo dans la pièce Roméo et Juliette.

## Biographie

### Enfance et formation
Originaire de l'État du Minnesota, Aria est né de parents iraniens qui ont émigré aux États-Unis peu avant sa naissance.
Après avoir obtenu son diplôme de fin d'études secondaires, il a étudié à l'université de l'Oregon du Sud, afin d'obtenir un diplôme en beaux-arts avec option théâtre. Par la suite, il a étudié à l'école d'art Neighborhood Playhouse School of the Theatre, à New York. En parallèle à ses études, Aria a été barman dans de nombreux restaurants de luxe à New York. Il a également été assistant de production lors du tournage du film, Wackademia, en 2015.

### Carrière
Aria a fait ses débuts d'acteur en 2015, à l'âge de 19 ans, dans la série télévisée, Unforgettable. L'année suivante, il a joué dans la série télévisée, New York, police judiciaire.
Un an plus tard, il obtient le rôle de Landon Kirby dans un épisode de la cinquième et dernière saison de la série télévisée fantastique/dramatique, The Originals. En 2018, il reprend son rôle dans Legacies, la série dérivée de The Originals et de Vampire Diaries. Il joue aux côtés de Danielle Rose Russell, Quincy Fouse, Matthew Davis, Kaylee Bryant, Jenny Boyd, Peyton Alex Smith et Chris De'Sean Lee.
Lors de l’épisode 11 de la saison 1, il chante la chanson « About Her ».

#### Théâtre
Entre 2019 et 2020 il joue le personnage de Laërte dans Hamlet, l'une des plus célèbres pièces de William Shakespeare avec sa co-star de Legacies, Chris De'Sean Lee en tant que Mercutio. Ils partagent l'affiche avec Jonathan Forbes (en) (Hamlet), Eden Brolin (Ophélie), Mark Torres (Claudius) et Andrew Sellon (Polonius),,.
Il joue ensuite le personnage de Roméo dans la pièce Roméo et Juliette avec Eden Brolin dans le rôle de Juliette. Ils partagent l'affiche avec Jonathan Forbes (en) (Macbeth), Geoffrey Owens (Capulet) et Andrew Sellon (Frère Laurent). Les deux productions sont dirigées par Sean Hagerty,.

## Filmographie

### Cinéma
- 2018 : Socially Awkward : Le petit-ami no 2
- 2018 : No Alternative : Elias Santoro

### Séries télévisées
- 2015 : Unforgettable : Davis Bennett (saison 4, épisode 3)
- 2016 : New York, unité spéciale : Omar (saison 17, épisode 13)
- 2018 : The Originals : Landon Kirby (saison 5, épisode 12)
- 2018 — 2022 : Legacies : Landon Kirby (rôle principal)

## Théâtre
- 2019-2020 : Hamlet : Laërte — mis en scène par Sean Hagerty
- 2020 : Roméo et Juliette : Roméo — mis en scène par Sean Hagerty

## Voix françaises
En France, Juan Llorca est la voix française ayant le plus doublé Aria Shahghasemi.
- Juan Llorca dans :
  - The Originals (série télévisée)
  - Legacies (série télévisée)[10]

Et aussi
- Loïc Guingand dans New York, police judiciaire (série télévisée)